# 马口镇 (永修县)

馬口鎮人民政府

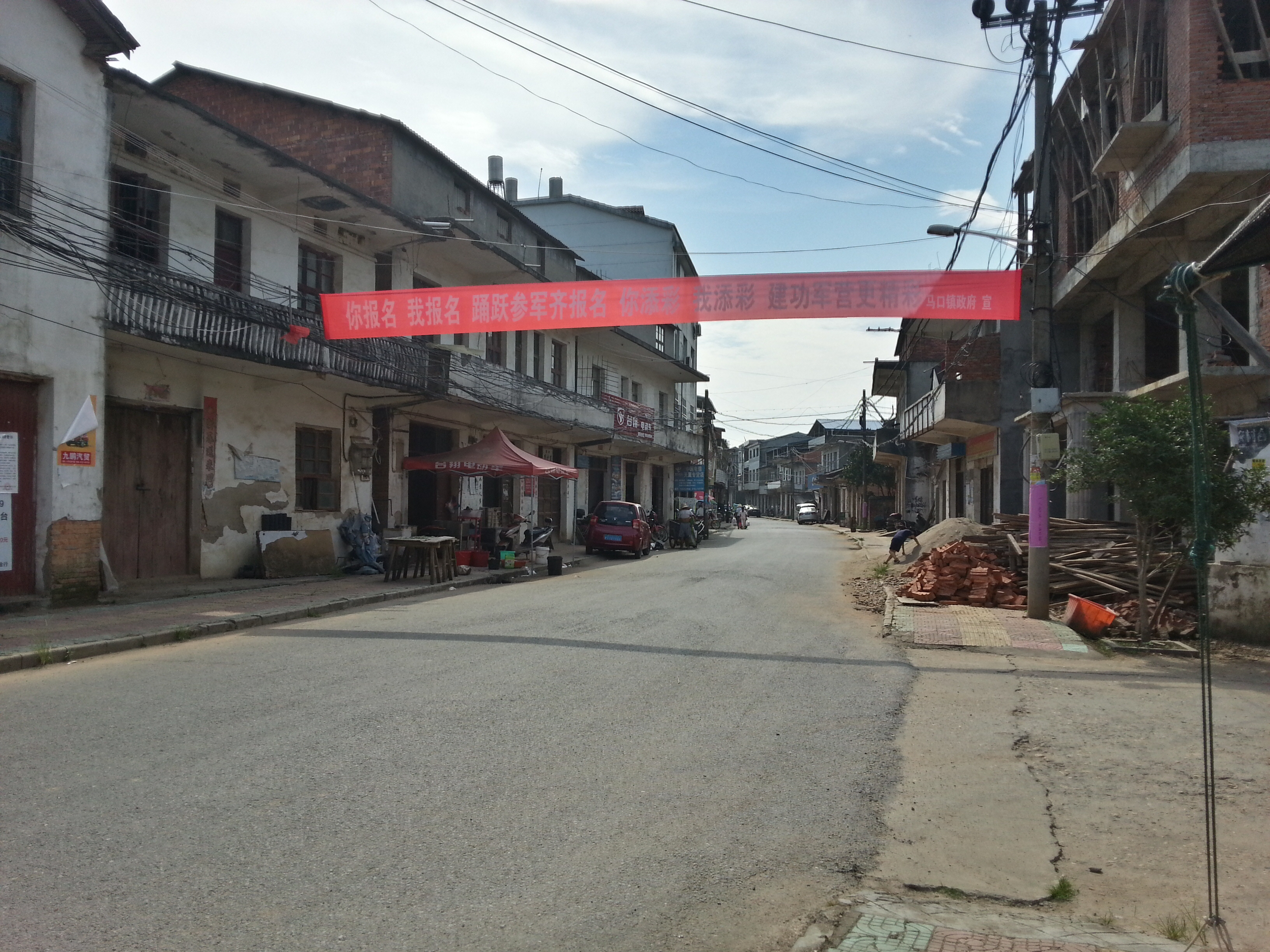
馬口鎮

马口镇，是中华人民共和国江西省九江市永修县下辖的一个乡镇级行政单位，是永修县的一个古老城镇，该镇农业以种植业为主，第二产业以空心砖等建材为特色产业为主。马口镇是永修重点建设镇。镇政府驻马口。面积71平方千米，人口27705人，邮编330302。

## 行政区划
马口镇下辖以下地区：
马口街社区、东坡社区、城丰街社区、马口村、立华村、长溪村、爱华村、高峰村、先峰村、屋场村、荆湖村、前进村、城山村、林丰村、山丰村、新丰村和和丰村。马口因“马路口”而得名。从这个马路口往西7公里至安义县万埠镇（原青湖乡），往南7公里到南昌湾里区罗亭镇，往东7公里到桑海经济技术开发区，往北7公里到永修县城。马口镇是永修和九江的南大门。2002年马口镇与城丰乡合并，总面积100平房公里，人口28000人，有15个行政村（含一个居委会），是农业人口最多的一个乡镇。镇内有耕地面积35000亩。城内水系复杂，圩渠纵横有万青联圩马口段南北圩（城丰圩）、马口联圩、马口导托渠和桐溪圩，圩渠总长40公里，防汛任务较重。

## 自然资源
镇内还有33000亩山林，主要分布在与安义、立新交界处的林丰村、与桑海区、湾里区交界的屋场、先锋和高丰村、森林防火形势严峻。近年来，马口镇的基础设施得到改善。2006年，永青公路马口段3.4公里改造硬化，2007年7.3公路的罗（罗亭）马（马口）公路开工硬化。先锋、高丰、前进、新丰、林丰、和丰、爱华、荆湖等村级公路有的已经竣工，有的正在建设，有的即将开工建设。街道进行了美化，机关大院进行了规范化建设，大院内新建了司法楼，会计核算和社会保障大楼、文化活动中心楼。马口、山丰、林丰、屋场村都新建了村部办公大楼。

馬口鎮人民政府廣場

## 社会事业

### 学校
1、全镇共有14所小学（含二所中心小学、马口中心小学、城丰中心小学），在职小学教师172名，拥有86个班级，3050名学生。
2、全镇共有二所中学
马口中学：占地面积107亩（含教师宿舍），在职教师63名，拥有21个班级，1200名学生。
城丰中学：在职教师27名，9个班级，450名学生。

### 医院
全镇共有二所医院。
马口医院、城丰医院，占地面积3515平方米，共有31名医生，座位20张。

## 经济概况
- 欣荣建材厂：坐落于马口镇屋场村竹庄组山上，生产机砖工。厂占地面积20亩，总投资200万元，年产值20万元，年创利税20万元。
- 马口空心砖厂：坐落于马口岗区造纸厂厂房，产品：空心砖，总投资100万元，年产值80万元，年创利税15万元，厂屋占地面积3000平方米。

## 交通路线
县城通往南昌的永昌大道已贯穿马口镇屋场村，马口至屋场村的新马（新祺周至马口）公路7.4公里正积极筹建，计划修成6米宽的水泥公路，可望2008年底竣工通车，接通永昌大道，党政班子还在积极争取项目，把城丰老集镇至青湖的城青公路改造硬化。